# Онікс мармуровий
Онікс мармуровий — шаруватий вапняковий накип, щільні напівпрозорі агрегати кальциту і арагоніту. Колір рожевий, жовтий, зеленуватий, коричневий. Характерний стрічковий малюнок за рахунок чергування різнозабарвлених шарів з різним ступенем прозорості. Твердість 3-4. Добре полірується. Утворюється у відкладах гарячих джерел вулканів і у карстових печерах. Заповнює тектонічні тріщини, утворює пропластки у травертинах, вапняках, пісковиках і туфах. Вперше застосовувався у Стародавньому Єгипті і Вавилоні. Найб. родовища: Маскара, Алжир; є в карстових печерах Туркменістану, Киргизстану і Узбекистану; пластові родов. у Вірменії; Пакистані, Афганістані та ін.)